# Dentalium stumkatae
Dentalium stumkatae är en blötdjursart som beskrevs av Lamprell och Healy 1998. Dentalium stumkatae ingår i släktet Dentalium och familjen Dentaliidae. Inga underarter finns listade i Catalogue of Life.